# Favolagena
Favolagena es un género de foraminífero bentónico de la familia Lagenidae, de la superfamilia Nodosarioidea, del suborden Lagenina y del orden Lagenida. Su especie-tipo es Lagena atilai. Su rango cronoestratigráfico abarca desde el Maastrichtiense (Cretácico superior) hasta el Daniense (Paleoceno inferior).

## Clasificación
Favolagena incluye a las siguientes especies:
- Favolagena ardolnoi †
- Favolagena atilai †
- Favolagena digitalis †
- Favolagena supracretacea †